# Понго
Понго је повремена река која извире из Азандског прага у близни границе са Централноафричком Републиком и тече према североистоку кроз вилајет Западни Бахр ел Газал у Јужном Судану, све до ушћа у реку Лол недалеко од Авејлa. Дужина тока је око 300 km.